# Pomník Antonína Ježka
Pomník Antonína Ježka v Českých Budějovicích vznikl v roce 1925 jako reakce na tragickou nehodu leteckého akrobata Antonína Ježka při leteckém dni 18. listopadu 1923.

## Podoba
Základna pomníku je z hrubě opracované žuly, která nese kvádr z leštěného černého kamene s fotografií pilota, na němž je umístěn čtyřboký plus mínus komolý jehlan se střechovitým zakončením. Tento díl nese obrázek letadla a nápis:
| „                       | Památce Antonína ≡ Ježka ≡ letce-akrobata který dne 18. října r. 1923 při seskoku s padákem v těchto místech život svůj dokonal. Postaveno Okrašlovacím spolkem ve Čtyřech Dvorech 19 7/6 25. | “ |
| — pomník Antonína Ježka | |   |

Podstava dosahuje cca 100 × 100 centimetrů, celková výše 320 centimetrů, vrcholová část 170 centimetrů, celková hmotnost zhruba 700 kilogramů.
Pomník byl v roce 1925 umístěn u tehdejší Branišovské silnice, která však neodpovídá současné trase Branišovské ulice. Stál mezi nynějšími ulicemi Větrná a Milady Horákové na pomezí současného parkoviště a panelových domů. V roce 2021 byl obnoven poblíž zastávky Vysokoškolské koleje v parku uzavřeném ulicemi Branišovská a Václava Talicha.

## Vznik

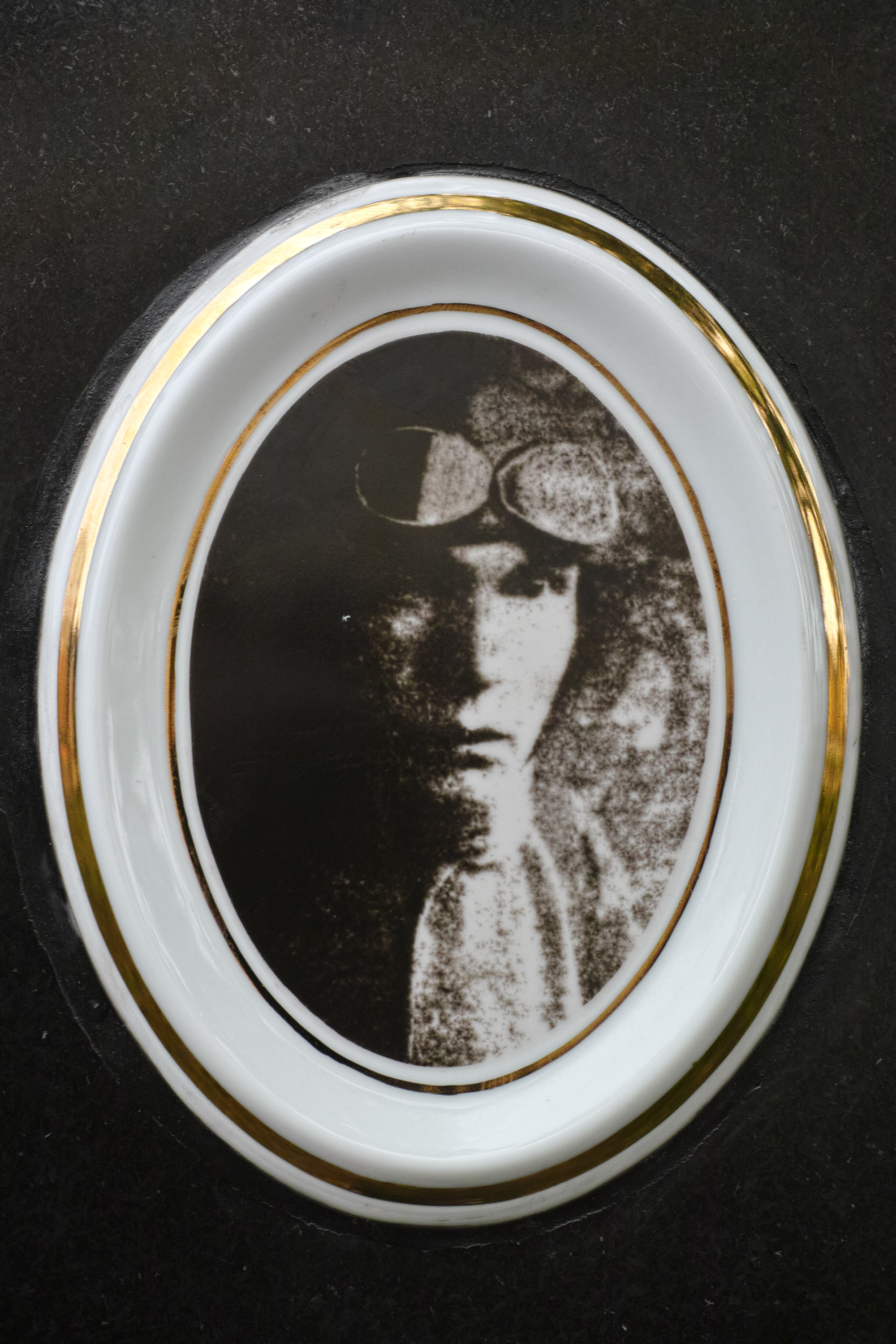
Detail s fotografií pilota

### Záměr
Na výborové schůzi 28. srpna 1924 se za přítomnosti 24 členů a hostů usnesl místní okrašlovací spolek postavit Antonínu Ježkovi pomník. Na výborové schůzi 26. března 1925 se spolek usnesl zadat výrobu pomníku firmě Josef Křenek v Českých Budějovicích za cenu 2770 Kč. 1. dubna souhlasil člen okrašlovacího spolku Ploner s umístěním pomníku na jeho pozemek pod podmínkou nájmu ve symbolické výši 1 Kč ročně, což bylo přijato. Komise okresní správy zvolené místo s nepatrnou změnou schválila 16. dubna. 18. dubna došlo k usnesení zakoupit drátěný plot, kterým bude pomník obehnán, u firmy Hynek Marek v Českých Budějovicích.

### Přípravy
Patronát nad chystanou slavností odhalení pomníku přijal generál Horák (který přislíbil účast čestné setniny vojska a posádkové hudby) a Obecní zastupitelstvo čtyřdvorské. Byla schválena podoba nápisu na pomníku a rozhodnuto o pozvání řečníka z ústředí i všech místních (městských) spolků a korporací. Po městě byly vyvěšeny plakáty, které spolek rozeslal i do všech kasáren. Datum slavnosti bylo stanoveno na neděli 7. června, sraz na Masarykově náměstí (dnešní náměstí Přemysla Otakara II.) ve 14 hodin s pořadím průvodu: čestná setnina, legionáři v krojích, vojenská hudba, patronát, členové Aeroklubu, Sportovního klubu, spolků a korporací. Velitelství leteckého pluku č. 1 vyhovělo žádosti spolku a přislíbilo vyslat na akci aeroplán, který měl kroužit nad průvodem a v cíli spustit na pomník věnec. 2. června došlo k rozdělení pořadatelských funkcí a rozhodnuto, že pomník bude umístěn již 5. června, aby se stihlo jeho okolí před slavností upravit.

### Slavnost odhalení pomníku
Podle plánu vyrazil 7. června 1925 ve 14:00 z budějovického náměstí průvod ve složení čestné setniny vojska, legionářů v kroji, vojenské hudby, patronátu, zástupců tisku, členů Aeroklubu a Sportovního klubu a velkého množství obecenstva, ve kterém nechyběli sourozenci letce. Slavnost formálně zahájil předseda spolku Marek, následně byla zahrána píseň Kol slaven od Dmitrije Borťanského, po níž došlo na proslovy řečníků: ing. Zmrzlý za Aeroklub, prof. Krb za Družinu československých legionářů, p. Matas za Obec československých legionářů, předseda V. Stehlíček za Sportovní klub, p. Štěpka za Okresní správní komisi a předseda Šindelář za Okrašlovací spolek v Českých Budějovicích. Řečníci zdůraznili smutnou nutnost obětí na všech polích moderní techniky a ocenili jednoho z mnohých, který své idei sloužil až do smrti. Ústy řečníka Okrašlovacího spolku v Českých Budějovicích, p. Šindeláře, zaznělo poděkování od letcových sourozenců. Následovalo poděkování všem osobám, které se zasloužily za vznik pomníku, a podepsání těchto osob na pergamen, který měl být později uschován v podstavci pomníku. Na závěr slavnosti zahrály státní hymny. Shození věnce z letadla, které kroužilo nad slavnostním průvodem, bylo z důvodu poruchy zrušeno.

### Chyby
Pomník uvádí chybně datum úmrtí 18. října 1923 namísto 18. listopadu 1923. To pak převzaly další zdroje, objevilo se například i v kronice Čtyř Dvorů. Původně pomník uváděl i chybné křestní jméno, Josef namísto Antonín. Oprava křestního jména byla řešena překrytím kovovou destičkou se jménem Antonín. Měsíc úmrtí nebylo možné opravit, neboť na pozici října by se delší slovo listopadu nevešlo.

## Obnova
V roce 1980 došlo k vandalizaci (svržení) pomníku. Následně byl odvezen na letiště Hosín, kde ležel nedaleko hangáru. Tam ho kolem roku 2006 objevili členové českobudějovické Vojensko-letecké historické společnosti, kteří se od té doby snažili prosadit jeho obnovu. Tyto snahy se začaly posouvat v roce 2014, kdy se pomník stal majetkem společnosti. Úspěšné dohody s městem se podařilo dosáhnout až v roce 2018. Pomník byl zrestaurován Lukášem Hosnedlem (bylo mj. definitivně opraveno křestní jméno pilota) a 6. května 2021 v 11 hodin vztyčen na novém místě (v parku u zastávky Vysokoškolské koleje). Ke slavnostnímu odhalení došlo ve středu 12. května 2021 v 15:30 hodin. V současnosti je pomník majetkem města.

## Galerie

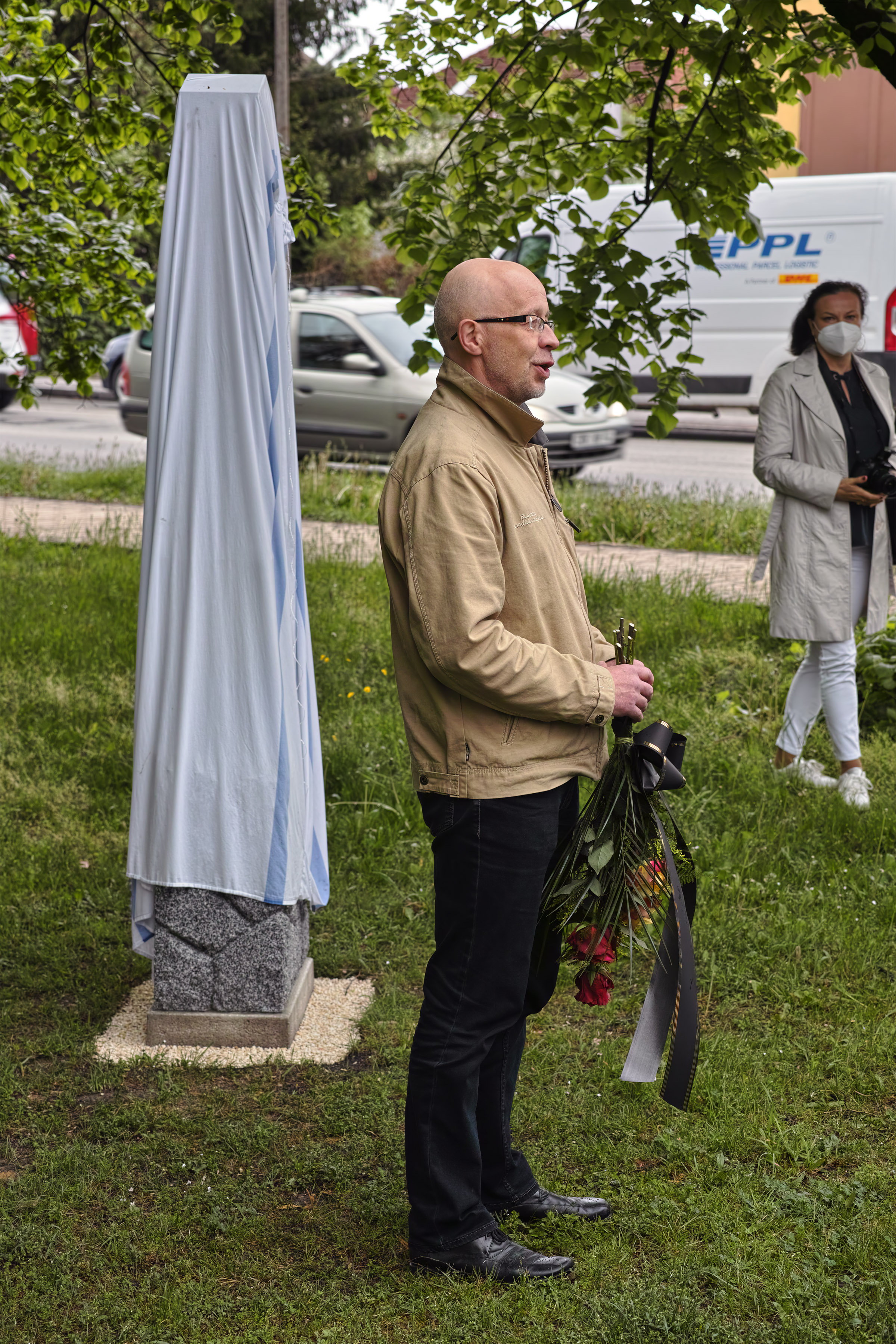
Odhalení 12. května 2021
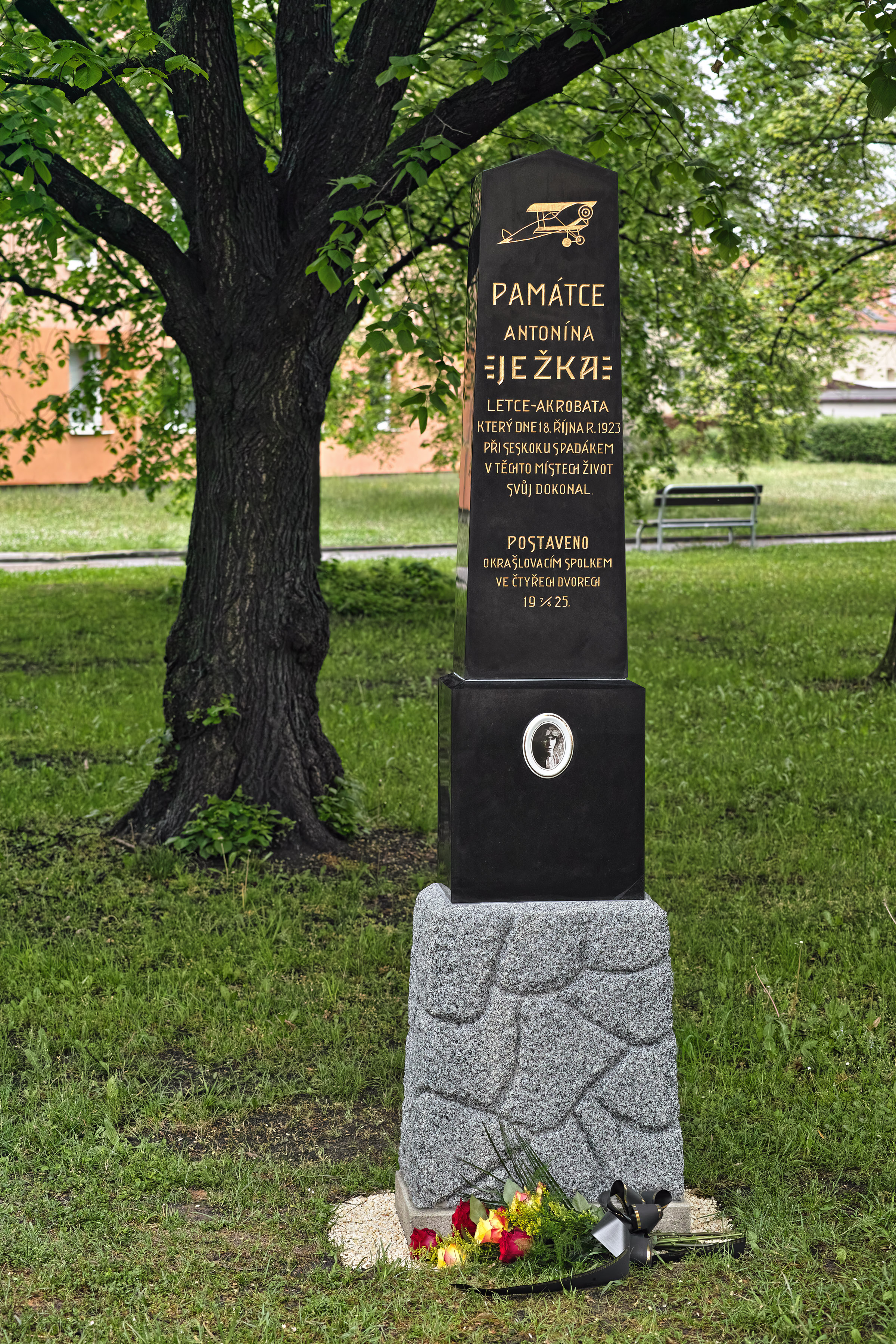
Vzhled v den odhalení
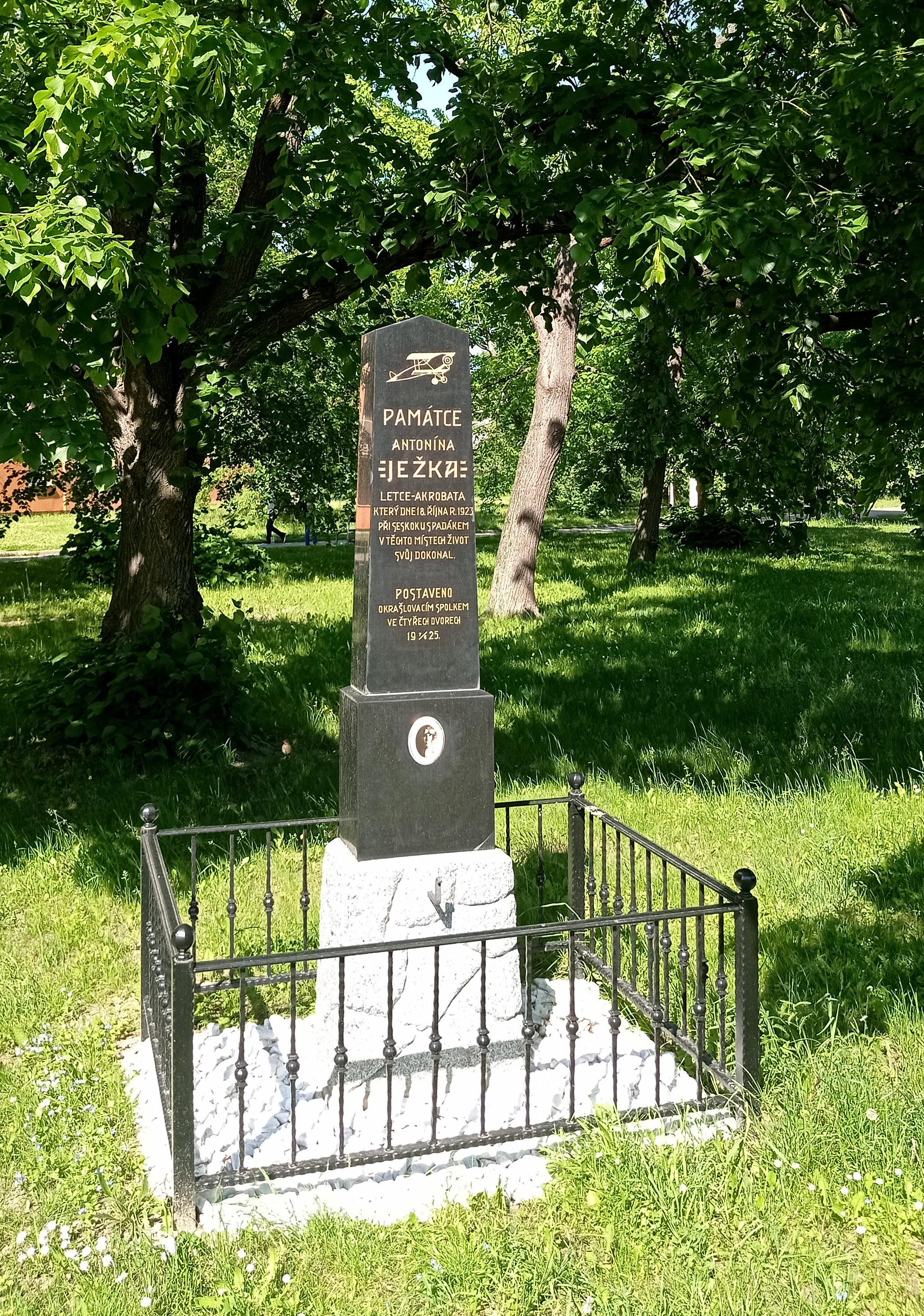
V květnu 2022
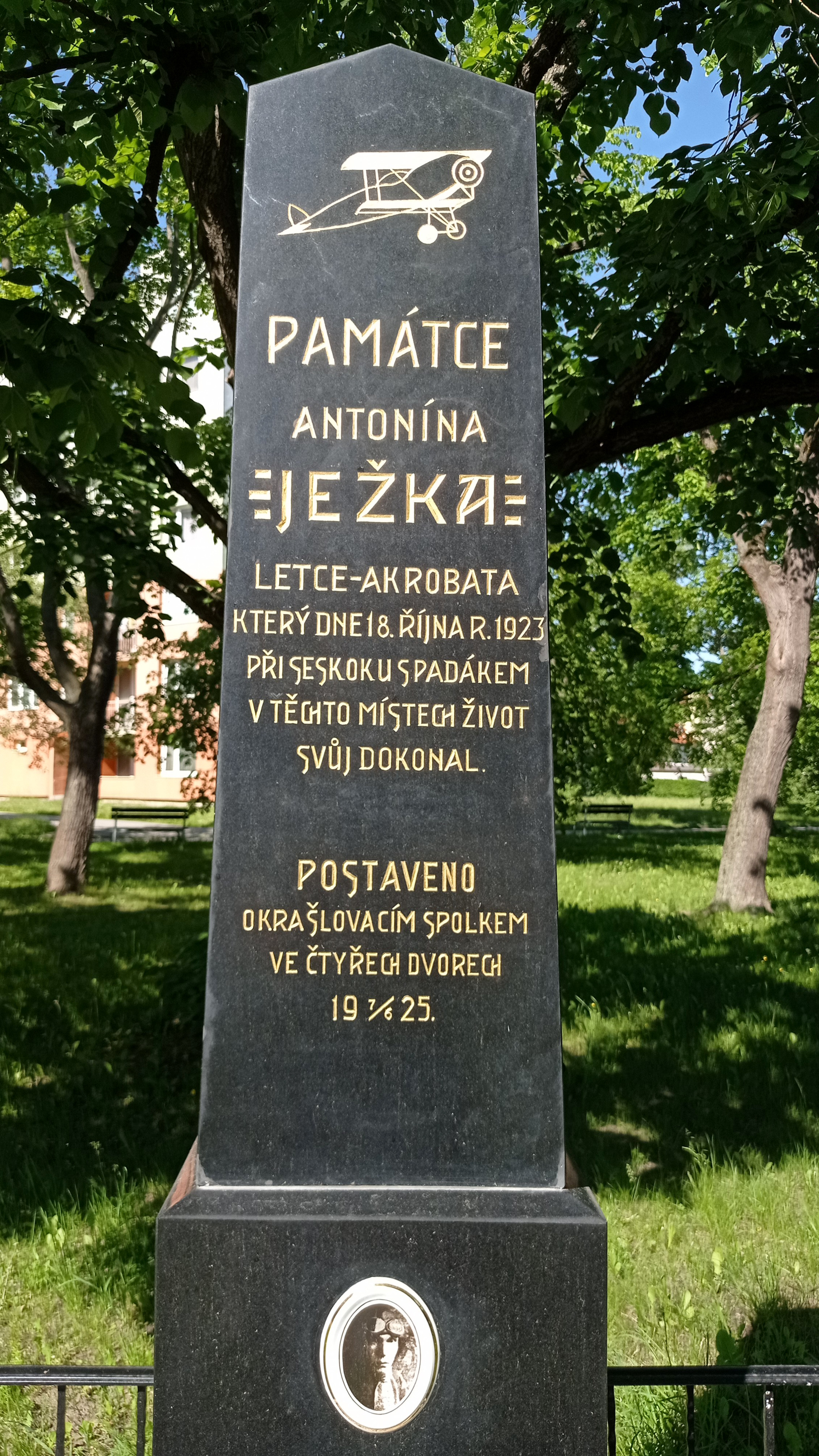
Detail popisné části